# Vajuga
Vajuga (srbsky Вајуга) je vesnice ve východní části Srbska, administrativně spadající pod opštinu Kladovo. Leží na břehu veletoku Dunaje nedaleko po proudu za Kladovem a za soutěskou Železná vrata. Na druhé straně veletoku se na rumunském území rozkládá obec Vrancea.
Vajuga se rozkládá v lokalitě s názvem Dunavski ključ (meandr Dunaje na hranici Srbska a Rumunska jihovýchodně od Kladova).
Z národnostního hlediska je obyvatelstvo v drtivé většině srbské národnosti (přes 88 %). Zastoupeni jsou jako národnostní menšina také Rumuni. Vzhledem k odlehlosti od větších měst zde nicméně prudce klesal v posledních desetiletích počet obyvatel (roku 2022 zde žilo 325 osob). Ještě v roce 1971 zde ale žilo přes tisíc lidí.
Vesnice má minimální občanskou vybavenost, má ale vlastní malý přístav na Dunaji a fotbalové hřiště. Prochází tudy také silnice nižšího významu, která svým průběhem kopíruje dunajský břeh. Ve vesnici je také umístěn památník Rudé armádě, neboť při osvobozování oblasti od německé okupace tudy právě její jednotky postupovaly.